# Федченко Павло Максимович
Павло́ Макси́мович Фе́дченко (12 липня 1920, село Носачів, нині Смілянського району Черкаської області — 13 червня 2002, місто Київ) — український літературознавець, шевченкознавець. Доктор філологічних наук (1968), професор. Завідувач відділу культури ЦК КПУ (в 1968—1973 роках). Кандидат у члени ЦК КПУ в 1971—1976 роках. Депутат Верховної Ради УРСР 8-го скликання.

## Життєпис
Учасник Другої світової війни — фронтовик, військовий журналіст.
1949 закінчив Київський університет. Невдовзі у цьому ж університеті ста першим аспірантом кафедри теорії і практики радянської преси, створеної 1951.
Працював у Київському університеті. Очолював кафедру історії журналістики, був деканом філологічного факультету. Був науковим керівником дипломної роботи В'ячеслава Чорновола.
Був членом ВКП(б) з 1946 року.
У 1968—1973 роках — завідувач відділу культури ЦК КПУ.

## Роль у порятунку факультету журналістикиЛьвівського університету
На початку 1960-х ЦК Компартії України відрядив до Львова дуже представницьку комісію на чолі з «добре вишколеним функціонером» Л. Чередниченком. Саме так про нього написав у спогадах «Львівський журфак — це звучить гучно, славно, гордо!» один із членів цієї комісії професор Київського університету Павло Федченко.
Завдання комісарів полягало у підготовці рекомендацій щодо злиття факультетів журналістики Київського та Львівського університетів (звичайно, на київському ґрунті) і в узагальненні стану викладання суспільно-політичних дисциплін (передовсім марксо-ленінського циклу) у високих школах Львова.
Очікуваної одностайності не було досягнуто. Федченко не підписав висновків комісії, натомість підготував і подав простору «цидулу на користь збереження львівського факультету журналістики». Як не парадоксально — у високих партійних кабінетах, де, очевидно, стали сумніватися у своєму рішенні щодо створення львівського факультету, дослухалися окремої думки Федченка.
У спогадах на схилі життя учений так пояснював свій крок:
| «…За іншого, необґрунтованого, упередженого з усіх точок зору неправильного розв’язання справи історія Львівського журфаку, на жаль, була б трагічно знівечена й обірвана, а в наслідку — розвиток нашої професійної науки і підготовка різнопрофільних журналістських кадрів в Україні були б суттєво збіднені, викривлені. Був у цьому я глибоко переконаний вже тоді, і це переконання лише зміцніло у наступні сорок років плідної діяльності факультету журналістики Львівського університету, за всіма показниками і критеріями, звісно, що одного з найкращих і найавторитетніших на теренах тодішнього Радянського Союзу». |

## Праці
Праці з історії української літературної критики, історії української журналістики та шевченкознавства.
- «Матеріали з історії української журналістики» (1959).
- «Слово про Кобзаря» (1961).
- «Тарас Шевченко» (1963).
- «Преса та її попередники» (К.: Наук. думка, 1969).
- «Літературна критика на Україні першої половини XIX ст.» (1982).
- Статті:
  - «Публіцистика Т. Г. Шевченка» (1959),
  - «Тарас Шевченко — великий співець дружби народів» (1965).
  - Публіцистика Т. Г. Шевченка // Світова велич Шевченка. — Т. 2. — К., 1964.
  - Коли і де народився Володимир Винниченко // Слово і час. — 2000. — № 7.
  - «Закуток» — останній притулок Володимира Винниченка // Україна (Київ). — 1991. — № 12.

Співавтор колективних праць:
- «Партія і література» (1975),
- «Українська література в російській критиці» (1980),
- «Історія української дожовтневої журналістики» (1983).

## Нагороди
Нагороджено орденом Трудового Червоного Прапора, медалями, почесною грамотою Президії Верховної Ради Української РСР (1970).